# Kriegerdenkmal Hohenwarthe
Das Kriegerdenkmal Hohenwarthe ist ein denkmalgeschütztes Kriegerdenkmal in der Ortschaft Hohenwarthe der Gemeinde Möser in Sachsen-Anhalt. Im örtlichen Denkmalverzeichnis ist das Kriegerdenkmal unter der Erfassungsnummer 094 05738 als Baudenkmal verzeichnet.

## Lage
Das Kriegerdenkmal in Hohenwarthe befindet sich auf einer Grünfläche an der Kreuzung Hauptstraße – Friedhofsstraße.

## Gestaltung
Es handelt sich bei dem Kriegerdenkmal um eine dreiseitige Pyramide aus Feldsteinen. An allen drei Seiten befindet sich eine ovale Widmungstafel, die den Gefallenen der beiden Weltkriege gedenkt.

## Inschriften
Den lieben Toten zum Gedenken und der stolzen Jugend zur Mahnung. Zum Gedenken unserer lieben Väter und Söhne 1914 – 1919. Gedenket Ihrer in Ehren. Gleichzeitig gedenken wir auch unserer lieben Väter und Söhne von 1939 – 1945. Ehre den Toten

## Quelle
- Gefallenen Denkmal Hohenwarthe Online, abgerufen am 16. Juni 2017.